# Dystypoptila hebes
Dystypoptila hebes är en fjärilsart som beskrevs av Louis Beethoven Prout 1958. Dystypoptila hebes ingår i släktet Dystypoptila och familjen mätare. Inga underarter finns listade i Catalogue of Life.